# Allyn Cox
Pour les articles homonymes, voir Cox.
Allyn Cox né le 5 juin 1896 et mort le 26 septembre 1982 est un artiste peintre muraliste américain connu pour la réalisation de peintures murales. Notamment sur les murs du département d’État  et du Capitole des États-Unis.

## Sélection de réalisations
- Département d'État des États-Unis
- Fresque de la rotonde centrale du Capitole des États-Unis à Washington DC
- Mur du Mémorial Hall dans le George Washington Masonic National Memorial à Alexandria (Virginie).